# Jacques Charles (le géomètre)
Pour les articles homonymes, voir Jacques Charles et Charles.
Jacques Charles, dit « le géomètre » (1752-1791), est un mathématicien français, membre de l'Académie des sciences.
Il ne doit pas être confondu avec Jacques-Alexandre-César Charles (1746-1823).

## Biographie
Né en juillet 1752 à Cluny, Jacques Charles fait ses études chez les Bénédictins de cette ville. D'extraction modeste, il est remarqué par Charles Bossut, et obtient dès 1772 une chaire de mathématiques au Collège royal de Nanterre, qui prépare à l'École du génie de Mézières.
En 1779, il succède à Monge comme adjoint de Bossut à la chaire d'hydrodynamique.
Après plusieurs tentatives, il est élu à l'Académie des Sciences le 11 mai 1785. Il est l'un des auteurs des volumes consacrés aux mathématiques par l'Encyclopédie méthodique.
Atteint de paralysie partielle dès 1789, il décède vers le 22 août 1791 et est enterré à Saint-Germain l'Auxerrois.
Son surnom, « le géomètre » est celui figurant dans son dossier aux archives de l'Académie des Sciences. Il a en effet été souvent confondu, même par l'Encyclopedia Britannica ou la Biographie générale de Michaud, avec son homonyme Jacques-Alexandre-César Charles, élu également à cette Académie dix ans plus tard, et qui s'est vu attribuer certains de ses travaux.
Cette confusion peut en partie s'expliquer par le fait qu'en 1791, date de sa mort, l'Académie des Sciences ne publia pas ses Mémoires annuels, qui auraient dû contenir la nécrologie et la bibliographie de Jacques Charles (le géomètre).

## Sources
- Gough, J. B., Charles the Obscure, Isis, vol. 70, no. 4, 1979, pp. 576–579. Lire en ligne.
- Roger Hahn, More Light on Charles the Obscure, Isis, vol. 72, no. 1, 1981, pp. 83–86. Lire en ligne.